# Izvoru Bârzii
Izvoru Bârzii est une commune roumaine du județ de Mehedinți, dans la région historique de l'Olténie et dans la région de développement du Sud-Ouest.

## Géographie
La commune d'Izvoru Bârzii est située dans le nord du județ, le long de la vallée de la Topolnița, à 6 km au nord de Drobeta Turnu-Severin, la préfecture du județ. Le village de Halânga fait d'ailleurs partie de l'agglomération de Drobeta Turnu-Severin.
La commune est composée des sept villages suivants (population en 2002) :
- Balotești (479) ;
- Halânga (834) ;
- Izvoru Bârzii (737), siège de la municipalité ;
- Puținei (217) ;
- Răscolești (141) ;
- Schinteiești (517) ;
- Schitu Topolniței (202).

## Histoire
La commune a fait partie du royaume de Roumanie dès sa création en 1878.

## Religions
En 2002, 99,84 % de la population étaient de religion orthodoxe.

## Démographie
En 2002, les Roumains représentaient 99,96 % de la population totale.
| 1992  | 2002  | 2007  |
| ----- | ----- | ----- |
| 3 493 | 3 134 | 2 913 |

## Économie
L'économie de la commune repose sur l'agriculture et l'élevage. Une centrale thermique de grande importance est installée à Halânga.

## Lieux et monuments
- Schitu Topolniței, église avec des fresques murales extérieures très intéressantes.
- Église des Saints Archanges Michel et Gabriel (XIXe siècle).
- maison en bois (1860).
- Vestiges d'une nécropole-tumulus (Civilisation de Hallstatt).